# سنيوريتا (أغنية لجاستن تمبرليك)
سنيوريتا ((بالإسبانية: Señorita)‏؛ (بالإنجليزية: Young Lady)‏؛ (بالعربية: آنسة)) هي رابع أغنية منفردة للمغني الأمريكي جاستن تمبرليك. تم إصدارها في 8 يوليو 2003 كأول أغنية منفردة من أول ألبوم إستديو له جاستيفيد (2002). كتب الأغنية جاستن تمبرليك، وتشاد هوغو، وفاريل ويليامز. وأنتجها (بالإنجليزية: The Neptunes)‏. ولقد تأثر فيها تمبرليك غنائيا بـستيفي وندر. وهي أغنية آر أند بي معاصر، بوب، وجاز آب تيمبو بالاد. وصلت الأغنية إلي أعلي العشرة في أستراليا، ونيوزلاندا، وأعلي الأثنا عشر في بلجيكا، والدنمارك، وايرلندا، والمملكة المتحدة، وأعلي الثلاثين في هولندا، والسويد، والولايات المتحدة. تم ترشيح الفيديو الموسيقي الخاص بها لـجائزة إم تي في الأغاني المصورة في تصنيف أفضل فيديو موسيقي لذكر في 2004.

## وصلات خارجية
- كلمات الأغنية الكاملة على مترولايركس